# Élections législatives bissau-guinéennes de 2019
Les  élections législatives bissau-guinéennes de 2019 se déroulent le 10 mars 2019 en Guinée-Bissau afin de renouveler les 102 membres de la chambre de l'assemblée nationale populaire.
Initialement prévues pour le 23 avril 2018 au plus tard, les élections sont l'aboutissement d'une longue crise politique entre le président José Mário Vaz et le parti au pouvoir, dans le cadre d'un régime semi-présidentiel.
Le Parti africain pour l'indépendance de la Guinée et du Cap-Vert (PAIGC) ne parvient pas à retrouver la majorité absolue, miné par la dissidence de plusieurs de ses membres ayant formé le Mouvement pour l'alternance démocratique G-15, tandis que le Parti du renouveau social, principal parti d'opposition, enregistre également un résultat en très nette baisse. Le déclin des deux grandes formations historiques se fait ainsi au profit du MADEM G-15 et de l'Assemblée du peuple uni – Parti démocrate de Guinée-Bissau (APU-PDGB), qui font leur entrée au parlement.
À la suite d'accords de coalition conclus au cours de la campagne électorale, le PAIGC parvient néanmoins à se maintenir grâce au soutien de l'API et de deux formations mineures, le premier étant considéré comme le « faiseur de roi » de ces élections. Malgré un scrutin ayant eu lieu dans de très bonnes conditions, sans violences et avec une participation très élevée frôlant les 85 %, les résultats inquiètent les observateurs. La reconduite du PAIGC prolonge de fait la mésentente institutionnelle entre le gouvernement et le président Vaz, dans le contexte d'une élection présidentielle à venir en novembre de la même année.

## Contexte
Les élections doivent mettre fin à plusieurs années de crise politique courant depuis août 2015, lorsque le président José Mário Vaz limoge le premier ministre Domingos Simões Pereira, chef du Parti africain pour l'indépendance de la Guinée et du Cap-Vert (PAIGC), au pouvoir et dont fait également partie José Mário Vaz, à la suite de dissensions entre les deux hommes. L'investiture du successeur de Pereira, Baciro Djá, est invalidée par la Cour suprème le premier septembre, et le PAIGC l'exclut du parti. Carlos Correia, candidat avancé par le PAIGC, le remplace deux semaines plus tard.

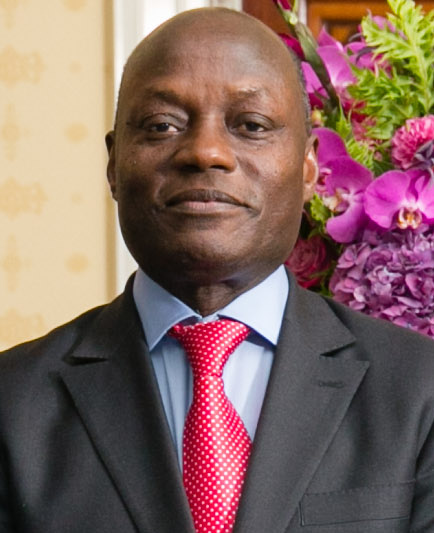
Le président José Mário Vaz

Le 12 mai 2016, le président José Mário Vaz le limoge à son tour avec son gouvernement. Baciro Djá lui succède. Cependant, le gouvernement refuse de céder le pouvoir, et décide de ne pas quitter le siège du gouvernement au profit du gouvernement Djá. En réaction, la Justice bissau-guinéenne fait couper l'eau et l'électricité dans le bâtiment, et en interdit l'entrée aux ministres déjà sortis. Le 10 juin 2016, il quitte finalement le siège du gouvernement avec ses ministres. Il est alors remplacé par Baciro Djá, désormais étiqueté indépendant.
Un accord de sortie de crise est signé à Conakry le 12 octobre 2016, et Umaro Sissoco Embaló (PAIGC) devient Premier ministre le 18 novembre 2016 avec pour objectif l'organisation au plus vite de nouvelles législatives, mais il démissionne le 12 janvier 2018, considérant que les conditions lui permettant de continuer à exercer ses fonctions n'étaient pas remplies. Les dissensions au sein du parti au pouvoir ont entre-temps entrainé le départ de 15 députés sur 57, faisant perdre au PAIGC sa majorité absolue a l'assemblée, composée de 102 sièges. Le président Vaz nomme alors Artur Silva avec le soutien des 15 frondeurs et des 41 députés du Parti du renouveau social (PRS), auparavant dans l'opposition. La crise perdure ainsi au sein de la classe politique.
Un nouvel accord de sortie de crise est conclu le 14 avril 2018 à Lomé au sommet extraordinaire de la Communauté économique des États de l'Afrique de l'Ouest (Cédéao). Celui-ci abouti à la désignation d’un Premier ministre de consensus, Aristides Gomes, chargé de conduire le pays aux législatives, fixées au 18 novembre. Le 19 avril, le Parlement prolonge son mandat, qui devait expirer le 23 avril 2018, jusqu'à la proclamation des résultats des nouvelles élections législatives. Le financement nécessaire à l'organisation des élections est évaluée à 5 milliards de francs CFA, soit 7,5 millions d'euros, une somme dont le pays ne dispose pas. En juillet, le gouvernement n'a ainsi pu débloquer que moins de 15 % des fonds nécessaires, soit 1 million d'euros. Le Premier ministre Aristides Gomes se déplace dans plusieurs pays d'Afrique occidentale afin de plaider un soutien de la part de ses voisins de la CEDEAO. Le 5 juin, il se déplace à Bruxelles afin de quérir celui de l'Union européenne. Un report du scrutin est alors jugé probable.
En octobre, la Cédéao, l’Union africaine (UA) et les Nations unies « se félicitent des avancées enregistrées dans la stabilisation du pays ». Un report devient cependant inévitable, du fait notamment du retard pris dans le recensement électoral, censé s’achever le 20 octobre mais prolongé jusqu’au 20 novembre par suite des difficultés dans l’enrôlement des 886 292 électeurs.
Le président Vaz rassure néanmoins la communauté internationale en annonçant que le gouvernement d'Aristide Gomes sera prolongé jusqu'à la tenue effective des élections Le Premier ministre organise des consultations entre les différents partis sur une nouvelle date pour les élections. Plusieurs alternatives sont envisagées, s‘échelonnant entre le 16 décembre et le 27 janvier de l'année suivante. Le recensement, alors achevé à 70 %, est prolongé de quinze jours jusqu'au 5 décembre. La tenue des élections avant la fin de l'année est dès lors compromise. Le 20 décembre, José Mario Vaz les fixe par décret présidentiel au 10 mars l'année suivante, après plusieurs jours de consultations menée par le Premier ministre, au cours desquelles une majorité de partis se prononcent pour cette date, les 17 et 24 février ayant également été évoqués.

## Mode de scrutin
L'assemblée nationale populaire est composée de cent deux sièges pourvus tous les quatre ans dont cent au scrutin proportionnel plurinominal avec liste bloquées dans vingt sept circonscriptions plurinominales. À la suite d'une réforme récente, les deux sièges restants sont élus par la diaspora, présente notamment en Afrique et en Europe. Les partis ont l'obligation de présenter des listes de candidats comportant au moins 36 % de femmes dans chacune des circonscriptions.

## Campagne
Les partis présentent leurs listes de candidats entre le premier et le dix janvier auprès de la Cour suprême de justice (CSJ) qui statue sur leurs validité sous huit jours, la campagne électorale démarrant le 16 février pour s'achever le 8 mars 2019.
Les quinze députés dissidents du PAIGC se regroupent pour former un nouveau parti, le Mouvement pour l'alternance démocratique G-15 (MADEM G-15), et concluent par la suite un accord de future coalition avec le Parti du renouveau social. Le président Vaz affiche par ailleurs sa préférence pour une victoire du PRS.
Dans le même temps, le PAIGC en fait de même avec plusieurs petites formation : l'Assemblée du peuple uni - mené par Nuno Gomes Nabiam, qui avait été battu au second tour de l’élection présidentielle de 2014 par José Mario Vaz -, le Nouveau parti de la démocratie, et l'Union pour le changement.

## Résultats
|                           |                                                                        |         |       |       |        |               |  |  |  |  |  |  |  |  |
| Parti                     | Parti                                                                  | Voix    | %     | +/-   | Sièges | +/-           |  |  |  |  |  |  |  |  |
|                           | Parti africain pour l'indépendance de la Guinée et du Cap-Vert (PAIGC) | 212 148 | 35,22 | 12,76 | 47     | 10            |  |  |  |  |  |  |  |  |
|                           | Parti du renouveau social (PRS)                                        | 127 104 | 21,10 | 9,66  | 21     | 20            |  |  |  |  |  |  |  |  |
|                           | Mouvement pour l'alternance démocratique G-15 (MADEM G-15)             | 126 935 | 21,07 | Nv    | 27     | 27            |  |  |  |  |  |  |  |  |
|                           | Assemblée du peuple uni – Parti démocrate de Guinée-Bissau (APU)       | 51 049  | 8,47  | Nv    | 5      | 5             |  |  |  |  |  |  |  |  |
|                           | Front patriotique national (FREPASNA)                                  | 13 926  | 2,31  | Nv    | 0      | en stagnation |  |  |  |  |  |  |  |  |
|                           | Parti de la convergence démocratique (PCD)                             | 9 864   | 1,64  | 1,73  | 0      | 2             |  |  |  |  |  |  |  |  |
|                           | Nouveau parti de la démocratie (PND)                                   | 9 019   | 1,50  | 3,37  | 1      | en stagnation |  |  |  |  |  |  |  |  |
|                           | Union pour le changement (UM)                                          | 8 535   | 1,42  | 0,42  | 1      | en stagnation |  |  |  |  |  |  |  |  |
|                           | Résistance de la Guinée-Bissau-Mouvement Bafatá                        | 6 959   | 1,16  | 0,46  | 0      | en stagnation |  |  |  |  |  |  |  |  |
|                           | Congrès national africain (CNA)                                        | 6 005   | 1,00  | Nv    | 0      | en stagnation |  |  |  |  |  |  |  |  |
|                           | 11 autres partis (moins de 1 % chacun)                                 | 30 837  | 5,12  | –     | 0      | –             |  |  |  |  |  |  |  |  |
|                           |                                                                        |         |       |       |        |               |  |  |  |  |  |  |  |  |
| Suffrages exprimés        | Suffrages exprimés                                                     | 602 381 | 93,38 |       |        |               |  |  |  |  |  |  |  |  |
| Votes blancs et invalides | Votes blancs et invalides                                              | 42 704  | 6,62  |       |        |               |  |  |  |  |  |  |  |  |
| Total                     | Total                                                                  | 645 085 | 100   | –     | 102    | en stagnation |  |  |  |  |  |  |  |  |
| Abstentions               | Abstentions                                                            | 116 591 | 15,31 |       |        |               |  |  |  |  |  |  |  |  |
| Inscrits / participation  | Inscrits / participation                                               | 761 676 | 84,69 |       |        |               |  |  |  |  |  |  |  |  |

## Conséquences
Le Parti africain pour l'indépendance de la Guinée et du Cap-Vert (PAIGC) ne parvient pas à retrouver la majorité absolue, miné par la dissidence de plusieurs de ses membres ayant formé le Mouvement pour l'alternance démocratique G-15, tandis que le Parti du renouveau social, principal parti d'opposition, enregistre également un résultat en très nette baisse. Le déclin des deux grandes formations historiques se fait ainsi au profit du MADEM G-15 et de l'Assemblée du peuple uni (API), qui font leur entrée au parlement.
À la suite d'accords de coalition conclus au cours de la campagne électorale, le PAIGC parvient néanmoins à se maintenir grâce au soutien de l'APU, considéré comme le « faiseur de roi » de ces élections, et de deux formations mineures, l'Union pour le changement et le Nouveau parti de la démocratie. Malgré un scrutin ayant eu lieu dans de très bonnes conditions, sans violences et avec une participation très élevée frôlant les 85 %, les résultats inquiètent les observateurs. La reconduite du PAIGC prolonge de fait la mésentente institutionnelle entre le gouvernement et le président Vaz, dans le contexte d'une élection présidentielle à venir en novembre de la même année.
Après les législatives, la justice rejette la requête de l'opposition d'attendre la formation du bureau de l'Assemblée pour lancer les consultations pour former le prochain gouvernement. Après le lancement des tractations, le président José Mário Vaz refuse de nommer Domingos Simões Pereira au poste de Premier ministre, demandant au PAIGC de proposer un autre candidat. Le 22 juin, à la veille de la fin de son mandat, le président Vaz reconduit le Premier ministre sortant Gomes, ce qui est accepté par le PAIGC. José Mário Vaz ayant décidé de rester en poste jusqu'à la présidentielle de novembre, des manifestations appellent à son départ. Le 27 juin, le Parlement décide de son remplacement par le président de l'Assemblée nationale Cipriano Cassamá. Les parlementaires de la majorité menée par le PAIGC le considèrent en effet illégitime passé la fin de son mandat de cinq ans. La Constitution est cependant floue quant à la possibilité d'une prorogation du mandat présidentiel, posant la question du caractère obligatoire de son départ. Le 29 juin, le parquet ordonne l'arrestation de Cipriano Cassamá, président du Parlement et Califa Seidi, président du groupe parlementaire du PAIGC. Le jour même, la Cédéao décide lors d'un sommet du maintien du président Vaz, qui doit cependant laisser le gouvernement d'Aristides Gomes exercer ses attributions jusqu'à la présidentielle de novembre. Un nouveau ministre de la Justice de consensus doit par ailleurs être nommé avant le 3 juillet et Gomes former un nouveau gouvernement avant le 15. Ces nominations interviennent le 3 juillet.